# Черенкевич Сергій Миколайович
Сергій Миколайович Черенкевич (нар. 20 липня 1942 року, Поленічиці, Брестська область) — радянський і білоруський біофізик. Академік Національної академії наук Білорусі, (2009; член-кореспондент від 2004), доктор біологічних наук (1989), професор (1990).

## Біографія
Черенкевич Сергій Миколайович народився 20 липня 1942 року в селі Барановицького району Брестської області. У 1959 році закінчив Столовичську середню школу і поступив на фізичний факультет Білоруського державного університету, який закінчив в 1964 році на кафедрі ядерної фізики. У 1964 році поступив в аспірантуру БДУ. У 1969 році захистив кандидатську дисертацію за фахом «оптика».
Під керівництвом Черенкевича захищено 29 кандидатських і 3 докторських дисертації, він є автором ряду курсів і спецкурсів, що читаються на фізичному факультеті БДУ («Фізика біосистем», «Біофізика клітини», «Фізика мембранних систем», тощо). Він виступав з лекціями в університетах ФРН, Японії, США, Польщі, Нідерландів.

## Трудова діяльність
Черенкевич Сергій Миколайовича від 1973 року працював на кафедрах ядерної фізики і біофізики. Стажувався в Іллінойському технологічному інституті, Пенсильванському університеті, Каліфорнійському університеті, Голландському інституті раку. З 1980 по 2017 рік очолював кафедру біофізики БДУ. У 1989 році захистив докторську дисертацію за фахом «біофізика». З 2017 р. професор кафедри біофізики у Білоруському державному університеті.

## Наукова діяльність
Наукові роботи Черенкевича присвячені клітинній біофізиці, клітинній інженерії, біоінформатиці. У 1967 році закінчив аспірантуру. Описав люмінесцентні властивості азотистих підстав і нуклеїнових кислот (1969). У 1969 році захистив кандидатську дисертацію за фахом «оптика». Звання доцента отримав в 1970 р. Вивчав поведінку клітин в умовах, що змінюються (у тому числі екстремальних). Обґрунтував ідею про участь внутрішньоклітинних редокс-факторів у підтримці гомеостазу клітини, сформулював спосіб опису стану клітини за допомогою понять про ефективний редокс-потенциал і редокс-буферне місткість.
Описав ряд явищ в клітинах крові, імунній системі, пухлинних клітинах, виявив сигнальні функції активних форм кисню, зокрема, пероксиду водню. Розробив принципи функціонування обчислювальних систем на основі нейронних мереж, встановив новий закон для їх навчання. Розвинув ряд прикладних діагностичних методів і способів перевірки ефективності медичних препаратів.

### Наукові дослідження
Він — автор понад 700 робіт, серед яких 410 основних наукових робіт, 5 монографій і 5 навчальних посібників.
- G.P. Gurinovich, T.E. Zorina, S.B. Melnov, N.I. Melnova, I.F. Gurinovich, L.A. Grubina, M.V. Sarzhevskaya, S.N. Cherenkevich. Photodynamic activity of chlorin {\displaystyle e_{6}} and chlorin {\displaystyle e_{6}} ethyelenediamide in vitro and in vivo // Journal of photochemistry and photobiology B. — 1992. — Т. 13, № 1. — С. 51—57.
- A.V. Timoshenko, S.N. Cherenkevich, H.J. Gabius. Viscum album agglutinin-induced aggregation of blood cells and the lectin effects on neutrophil function // Biomed Pharmacother. — 1995. — Т. 49, № 3. — С. 153—158.
- J.A. Razumovitch, D. Fuchs, G.N. Semenkova, S.N. Cherenkevich. Influence of neopterin on generation of reactive species by myeloperoxidase in human neutrophils // Biochimica et Biophysica Acta (BBA) - General Subjects. — 2004. — Т. 1672, № 1. — С. 46—50.
- A.A. Krjukov, G.N. Semenkova, S.N. Cherenkevich, V. Gerein. Activation of redox-systems of monocytes by hydrogen peroxide // BioFactors. — 2006. — Т. 26, № 4. — С. 283—292.
- С. Н. Черенкевич и др. Структура и свойства ионных каналов биологических мембран. — Минск: БГУ, 2004.
- С. Н. Черенкевич, А. И. Хмельницкий, Г. Г. Мартинович. Транспорт веществ через биологические мембраны. — Минск: БГУ, 2007.
- Г. Г. Мартинович, С. Н. Черенкевич. Окислительно-восстановительные процессы в клетках. — Минск: БГУ, 2008.

## Досягнення. Нагороди
- 1999 — нагрудний знак "Відмінник освіти Республіки Білорусь
- 2002 — присвоєно Державну премію Республіки Білорусь
- Нагрудний знак «Винахідник СРСР»
- 2009 — Академік Національної академії наук Білорусі